# Kali (Horvátország)
Kali (olaszul: Calle) falu és község Horvátországban Zára megyében.

## Fekvése
Zárától légvonalban 7 km-re délre, Ugljan szigetének déli részén, az északkeleti parton két öböl (a Mul és a Baltaža) között valamint újabban a Mala Lamjana-öböl partján fekszik. A Vela Lamjana öböl partján halászkikötő és gazdasági övezet található. Északnyugaton a parton már összeépült a szomszédos Prekoval. Kali a zárai szigetvilág legnépesebb települése. A falu régi magja az ún. „Siget” szűk utcácskáival és dalmát stílusú kőből épített házaival egy dombtetőn fekszik, ahonnan nagyszerű kilátás nyílik a környező partokra. Preko kompkikötője mintegy 5 km-re fekszik a településtől. Föléje a Szent Lőrinc templom barokk harangtornya magasodik, amely már messziről látható jelképe a településnek.

## Története
Kali területe már az ókorban is lakott volt, ezt bizonyítják a feletti emelkedő Orjak dombon feltárt régészeti leletek. A települést 1299-ben említi először írásos dokumentum. A hagyomány szerint mai lakóinak elődei Ravni kotari területéről érkeztek ide a török elől menekülve. Eredeti birtokaik (többnyire szőlőskertek) a Zárai-öböl partján Zára és Smiljčića között feküdtek. Ezen a területen mintegy ötszázezer szőlőtőkével rendelkeztek, amely évente mintegy száz vagon bort eredményezett. Így folyt ez egészen a második világháborúig, amely után ez a terület teljesen puszta lett. Ezt követően a mai Kale község majdnem teljesen lakatlan határát mintegy száznyolcvanezer olajfával telepítették be, így mára területének egyharmada van megművelve. A mezőgazdaság mellett a kaliak a 19. századtól halászattal is intenzíven kezdtek foglalkozni. A település ekkor kezdett a tengerparton is terjeszkedni. Főként tonhalat halásztak, majd a 20. század második felétől korszerű hálóikkal már szardíniát is fogtak. Az általuk használt új módszer később nemcsak az Adrián, hanem szinte az egész világon elterjedt. Ugljan szigetével együtt a település a 15. századtól velencei uralom alatt állt. A 18. század végén Napóleon megszüntette a Velencei Köztársaságot. 1797 és 1805 között Habsburg uralom alá került, majd az egész Dalmáciával együtt a Francia Császárság része lett. 1815-ben a bécsi kongresszus újra Ausztriának adta, amely a Dalmát Királyság részeként Zárából igazgatta 1918-ig. A településnek 1857-ben 558, 1910-ben 1482 lakosa volt. Az első világháborút követően előbb a Szerb-Horvát-Szlovén Királyság, majd Jugoszlávia része lett. Az 1970-es évektől a több munkalehetőség miatt több fiatal költözött a nagyobb városokba és vándorolt ki az Egyesült Államokban és Ausztráliában is. A falunak 2011-ben 1638 lakosa volt, akik hagyományosan mezőgazdasággal, halászattal foglalkoznak. Ezek mellett egyre inkább fejlődik a turizmus is. A településnek orvosi rendelője, postája, néhány élelmiszer- és vegyesboltja, húsboltja, virágüzlete és fodrász szalonja van.

## Lakosság
| Lakosság változása | Lakosság változása | Lakosság változása | Lakosság változása | Lakosság változása | Lakosság változása | Lakosság változása | Lakosság változása | Lakosság változása | Lakosság változása | Lakosság változása | Lakosság változása | Lakosság változása | Lakosság változása | Lakosság változása | Lakosság változása |
| ------------------ | ------------------ | ------------------ | ------------------ | ------------------ | ------------------ | ------------------ | ------------------ | ------------------ | ------------------ | ------------------ | ------------------ | ------------------ | ------------------ | ------------------ | ------------------ |
| 1857               | 1869               | 1880               | 1890               | 1900               | 1910               | 1921               | 1931               | 1948               | 1953               | 1961               | 1971               | 1981               | 1991               | 2001               | 2011               |
| 558                | 626                | 797                | 982                | 1221               | 1482               | 1594               | 2061               | 2281               | 2305               | 2251               | 2405               | 1829               | 2245               | 1731               | 1638               |

## Nevezetességei
- Szent Lőrinc vértanú tiszteletére szentelt plébániatemploma a 15. században épült, mai formáját a 18. század második felében történt átépítés után nyerte el. Harangtornyát 1892-ben építették, 26,35 méteres magasságával ma is uralja a település képét.
- A Szent Pelegrin templomot a 14. században építették.
- Kali védőszentjének ünnepét (augusztus 10.) minden évben ünnepi szentmisével és családi körben történő lakomával ünneplik.[2] Emellett a turisták és a helyi lakosság részére minden augusztusban megrendezik a „Halász-fesztivált”, amely nagy mulatsággal fejeződik be.
- Kedvelt hely a „Braski dvuor”, ahol a helyiek hagyományosan összegyűlnek ünnepek és jeles napok alkalmával. Itt található a közösségi ház és az iskola épülete is.
- Védett műemlék a Dražić család emeletes nyaralója, mely 1770-ben épült.[5] A magas fallal körülvett épület a kastélyépítészet és a kertépítészet harmonikus keveréke. Egy egyszerű kétszintes házból áll, a szokásos földszinti szobákkal, a földszinten a társasági élethez, az első emeleten pedig az alváshoz szükséges helyiségekkel. A ház bejárata előtti területet két kőoszlop szegélyezi. Az udvart, amelyet kőoszlopok sora alkot és pergola díszít, sétány választja el a ház körüli résztől.